# Planetário Rubens de Azevedo
O Planetário Rubens de Azevedo é um planetário brasileiro, e está localizado no Centro Dragão do Mar de Arte e Cultura.
O Planetário foi construído com tecnologia alemã, está entre os mais modernos do mundo, é o único no Brasil a projetar o arco-íris, através de 20 projetores multimídia.

O planetário foi nomeado em homenagem ao professor Rubens de Azevedo. Tem capacidade para 90 pessoas e apresenta três sessões diárias, proporcionando grandes espetáculos na observação detalhada de estrelas, planetas e galáxias.

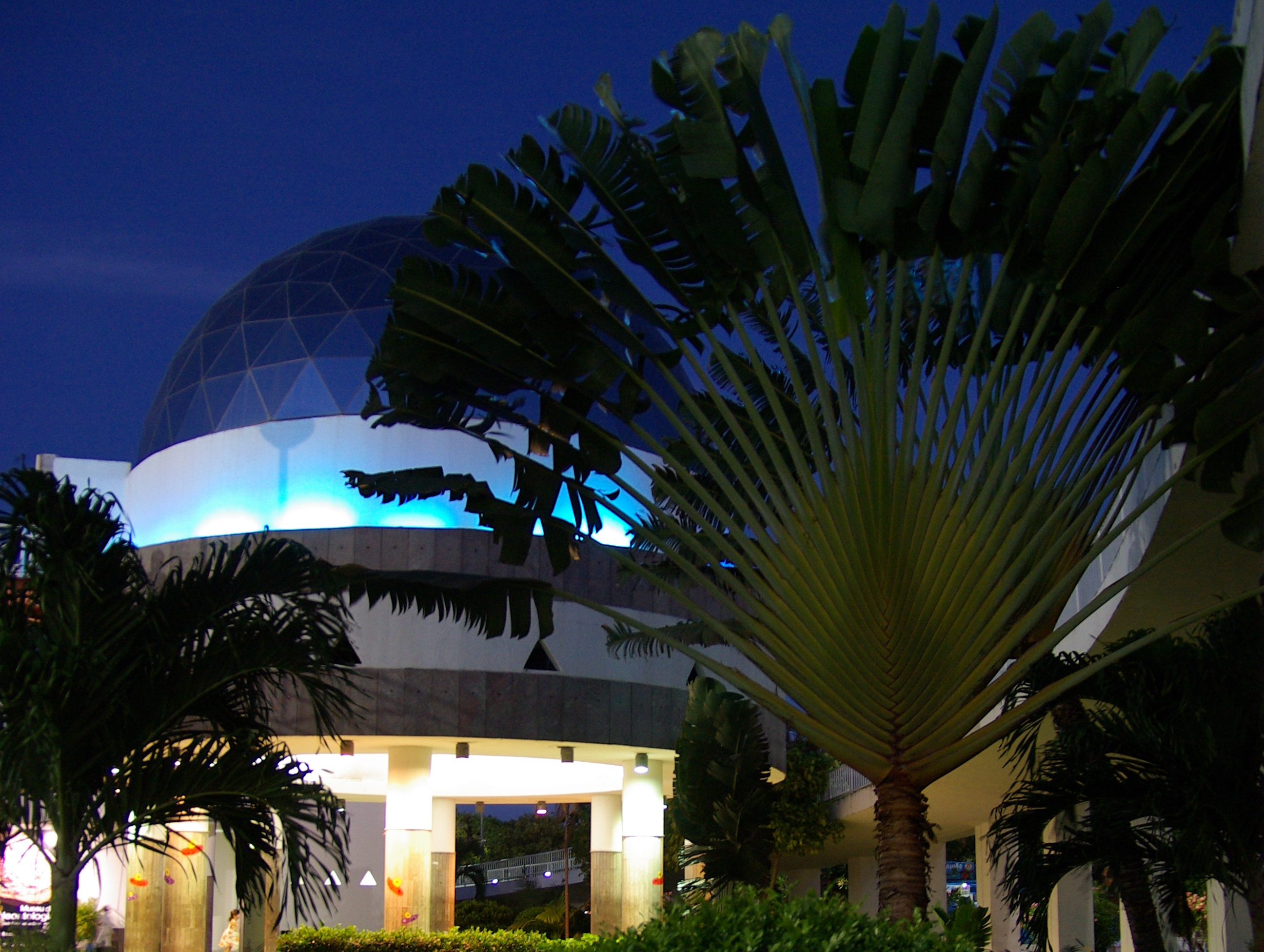
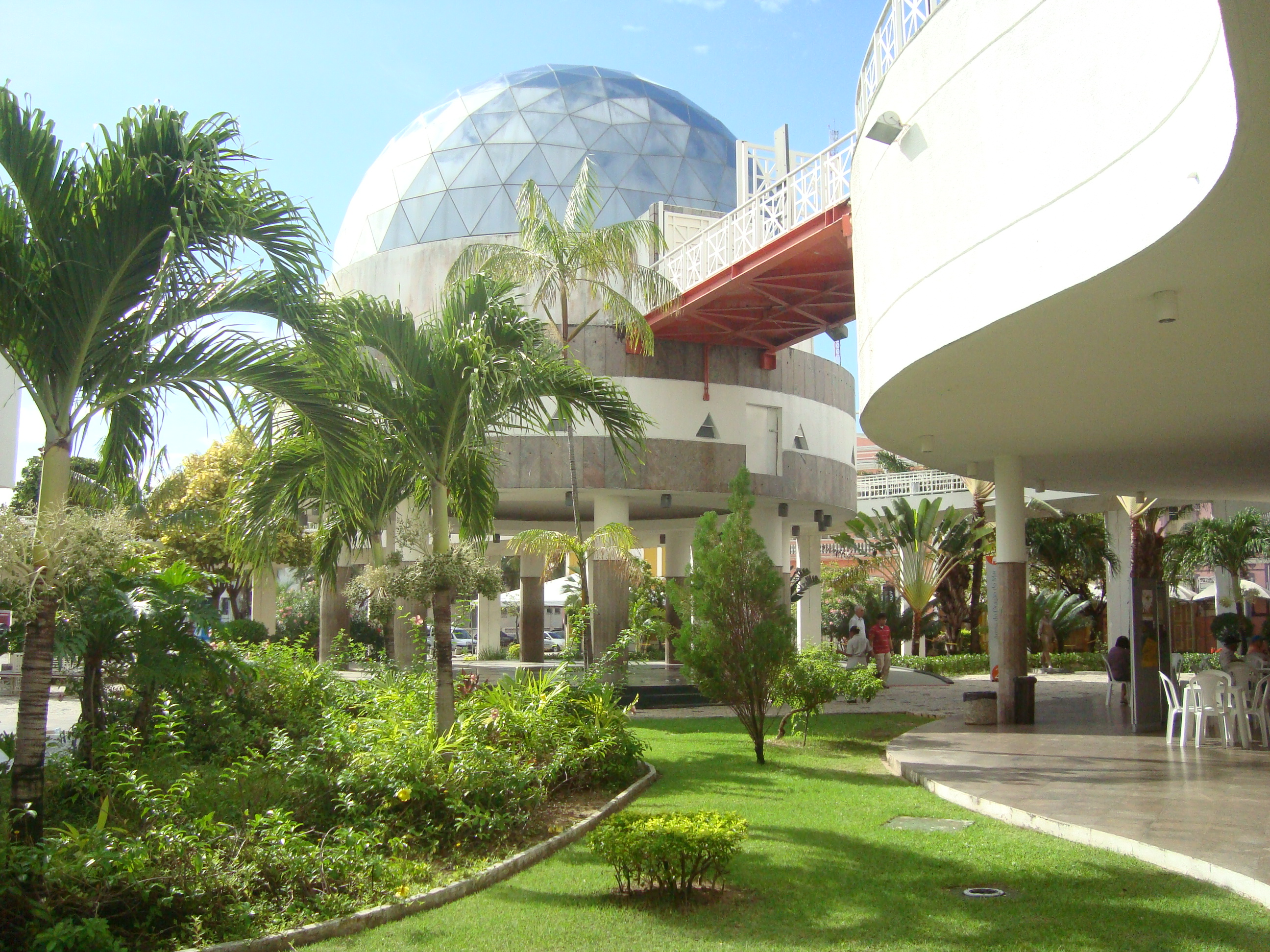
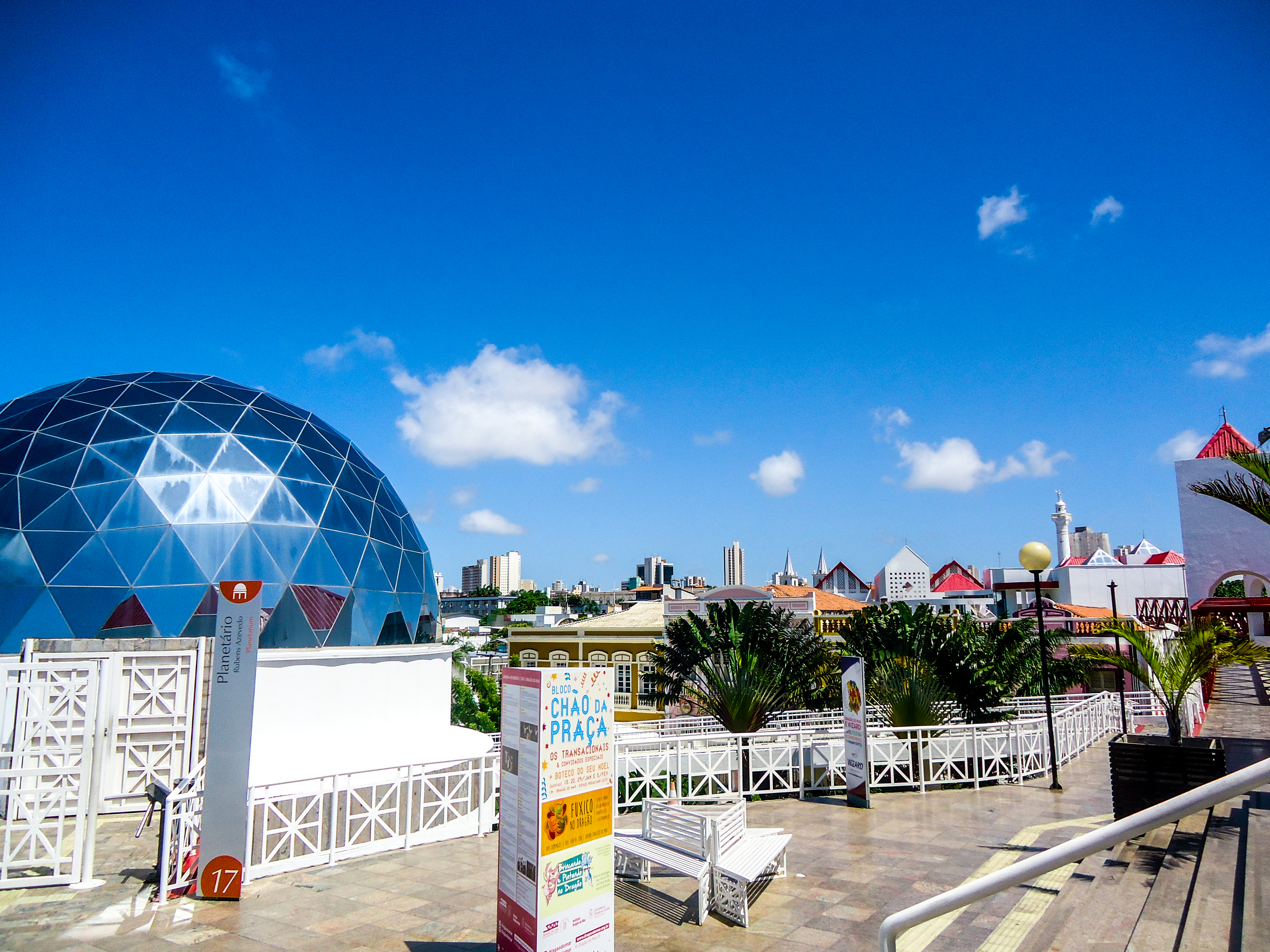